# Al-Nahda
Al-Nahda (árabe: النهضة, al-Nahḍa), «Renacimiento» o «Despertar árabe». Fue el renacimiento de la literatura y el pensamiento árabes bajo la influencia de Occidente, durante la segunda mitad del siglo XIX y principios del XX. Este movimiento comenzó en Egipto, Líbano y Siria y después se extendió a otros países árabes.
El término se deriva de la raíz árabe que significa «levantarse», a la que también se asocia con el sentido de «estar listo para». El primer periodo de la Nahda fue entre 1882 y 1905. A diferencia del Renacimiento europeo, la Nahda no fue una vuelta al pasado clásico. Al contrario, a sus autores el pasado les parecía restrictivo para la imaginación creativa. Djirdji Zaydan (1861-1914) fue uno de los primeros en hablar de la Nahda, y asoció este movimiento con una contribución benéfica de Occidente para Oriente.

## Antecedentes en Egipto, Líbano y Siria
En Egipto, el antecedente de la Nahda fue la invasión de Napoleón Bonaparte en 1798. En ese momento, los árabes entraron en contacto con los avances técnicos y culturales europeos. La expedición militar del general Bonaparte estuvo acompañada de una expedición científica, la cual introdujo la prensa, por primera vez, en Egipto. Más tarde, durante su gobierno, Muhammad Ali o Mehmet Alí (1769-1849) envió misiones de estudiantes egipcios a Europa, sobre todo a Francia. Este grupo de estudiantes destacados entraría en contacto con el desarrollo técnico, científico, educativo y cultural del continente europeo y, a su regreso, emplearía el conocimiento adquirido en la modernización de Egipto.
Rifa'a Al-Tahtawi (1801-1873), un joven estudiante de la universidad de Al-Azhar, iría en una de estas primeras misiones en 1826. A su regreso, publicó una obra sobre la vida cotidiana en Francia y fundó una gaceta que serviría de modelo a otros periódicos árabes. Además, creó una escuela de traducción que produjo más de 2000 traducciones de obras científicas.
En la ciudad de Beirut (Líbano), se crearon la Universidad de San José de Beirut, fundada por jesuitas en 1881 y la Universidad Americana en 1886. Estos dos centros educativos funcionaron como puntos de entrada de la cultura occidental. Muchos de los miembros libaneses de la generación impulsora de la Nahda estudiarían en estas universidades y, gracias a su conocimiento del francés, estarían en contacto con la literatura en esa lengua. Estos intelectuales también fundaron los primeros periódicos en árabe. En Beirut, también aparecieron nuevas bibliotecas y las primeras asociaciones científicas como la "Sociedad Científica Oriental"; este fenómeno después se extendería a El Cairo y Damasco.

## La prensa
El primer periódico importante fundado por los precursores de la Nahda fue al-Djinan, editado por el libanés Butrus al-Bustani de 1870 a 1886, pero dejó de publicarse a causa de la censura gubernamental. Después vinieron otros como Al-Mukattam, fundado en Beirut en 1876 y transferido a El Cairo en 1889; Al-Ahram (Las Pirámides) fundado por Bishara y Salim Takla, también en Beirut, pero se trasladó a Alejandría en 1875 y a El Cairo en 1892 donde continúa en circulación; así como y al-Hilal, periódico fundado en El Cairo en 1892 y que también se sigue publicando. Esta prensa era nacionalista, reformista y literaria, ya que publicaba cuentos y novelas en entregas.
El periodismo de la Nahda tuvo un papel importante en la renovación de la lengua árabe. Los escritores que publicaban en los periódicos antes mencionados requerían una lengua adecuada para la publicación de la información contemporánea. Fue así como introdujeron nuevos términos e ideas al vocabulario de la lengua árabe culta, mediante préstamos de las lenguas extranjeras y los dialectos árabes. Estos periodistas crearon un "tercer tipo de lengua" o "lengua de los periódicos".

## Literatura
Los pioneros de la Nahda introdujeron géneros literarios occidentales hasta entonces desconocidos para la lengua árabe. Entre ellos estaban el teatro, el ensayo, el cuento y la novela, inspirados en las traducciones y adaptaciones de los autores europeos. También renovaron las formas de composición, ya que dejaron de depender de la retórica medieval. En cambio, la poesía de esta época prefirió continuar con los modelos tradicionales y la utilización del árabe clásico.

### El teatro
El poeta y viajero Marun Naqqas (1817-1885) introdujo el género dramático, hasta entonces desconocido, a la literatura árabe. En un viaje a Italia, conoció la ópera y la comedia, y, a su regreso a Beirut, comenzó a escenificar comedias en un teatro que construyó cerca de su casa. Este escritor y aficionado al teatro creó obras inspiradas en las comedias de Molière.
Dentro de este género, la figura más reconocida a nivel mundial fue el egipcio Tawfiq al-hakim (1898-1987). Al-Hakim incorporó la sociedad y las costumbres de Egipto en sus obras. Estudió derecho en El Cairo, y, entre 1924 y 1928, estuvo en París para hacer un doctorado. No obtuvo el grado, pero durante ese periodo estuvo en contacto con las nuevas corrientes literarias europeas. A su regreso, conoció el éxito con la obra de teatro simbolista Ahl al-kahf ('L'a gente de la caverna, 1933). Otra de sus obras, Shahrazad (1934) es una prolongación de Las mil y una noches. Su producción teatral se dividió en un teatro convencional y otro más intelectual que no estaba destinado a representarse. También escribió novelas y artículos sobre el proceso de escritura de obras dramáticas.

### La novela
A pesar de contar con una narrativa de larga tradición, la novela también fue un género nuevo para la literatura árabe. Las primeras novelas en árabe fueron adaptaciones libanesas de las novelas históricas al estilo de Victor Hugo y el Ivanhoe de Sir Walter Scott. Por ejemplo, la serie de novelas históricas escritas por Salim al-Bustani (m. 1884), hermano de Butrus al-Bustani, como Zanubiyya (Zenobia).
Uno de los novelistas más populares de su época fue el egipcio Mustafá al-Manfaluti (1876-1924), quien escribió novelas sentimentalismos como ''al-Abarat (Las lágrimas, 1915). El periodo de imitación de las novelas europeas llegaría a su fin con la publicación de la novela egipcia Zaynab (1913), de Muhammad Hussein Haykal (1888-1956). Esta obra incorporaría la vida cotidiana de su sociedad.
Una de las figuras más importantes de las letras árabes que comenzó a publicar en este periodo fue Taha Hussein (1889-1973). Taha Hussein quedó ciego a los cuatro años de edad, asistió a la universidad de Al-Azhar y, posteriormente, perteneció a la primera generación de intelectuales de la Universidad de El Cairo. En esta última, estudió literatura árabe bajo la enseñanza de profesores europeos. En 1915, se instaló en Francia para continuar con sus estudios; ahí, aprendió latín y griego, se casó y se doctoró con una tesis sobre Ibn Jaldún. Al regresar a Egipto, se convirtió en catedrático de la Universidad de El Cairo; llegó a ser Ministro de Educación Nacional.
Sus obras más reconocidas son la novela autobiográfica al-Ayyam (Los días), y el libro Acerca de la poesía preislámica (1925). En este último refutó la autenticidad de la poesía islámica, provocando enojo entre los círculos académicos. Además, escribió ensayos, destacó como crítico literario y divulgó la literatura francesa en Egipto.

### El cuento
Los cuentistas de la Nahda fueron innovadores desde un principio. Entre los escritores de cuento árabe destacaron los hermanos Mahmud (n. 1894) y Muhammad Taymur (1892-1921); los dos estudiaron en Francia. Muhammad escribió cuento y teatro, y Mahmud publicó su primera colección de cuentos en 1925. Desde entonces, Mahmud Taymur tuvo una obra muy prolífica que incluyó, además, el ensayo, la novela y la literatura de viaje.

### Los migrantes
Muchos de los escritores de la Nahda estudiaron en el extranjero y después regresaron a sus países de origen. No obstante, hubo dos grupos que emigraron de manera más permanente, el primero a los Estados Unidos y el segundo a Sudamérica. Estos escritores fundaron revistas y grupos literarios y escribieron en varias lenguas (árabe, inglés, portugués y español). Dentro del grupo de inmigrantes a los Estados Unidos, destacó el poeta y novelista Gibran Jalil Gibran (1883-1931), quien alternó sus estudios y escritos en las ciudades de Beirut, París y Boston, mientras que entre los que fueron a Europa, se destaca el sirio Abdallah Marrash, quien ayudó y contribuyó al desarrollo del movimiento escribiendo para publicaciones en árabe de Francia y el Reino Unido. Por su parte, los inmigrantes a Sudamérica que eligieron Brasil como su lugar de residencia fundaron un grupo literario llamado la Liga Andalusí.

## La renovación religiosa
Un fenómeno paralelo a la Nahda, que influyó en su desarrollo, fue el de los reformistas islámicos de finales del siglo XIX y principios del XX. Ente ellos, se encuentran Jamal al-Din al-Afghani (1838-1897) y su discípulo Muhammad Abduh (1849-1905), quienes se conocieron en Egipto. Posteriormente, fundaron una revista durante su exilio en París, al-Urwa al-wutqa. Al regresar a El Cairo, Abduh renovó la enseñanza en la universidad Al-Azhar, al incluir materias como la literatura y el álgebra. De esta manera, formó a una nueva generación de estudiantes que daría forma a Egipto.

## Exponentes

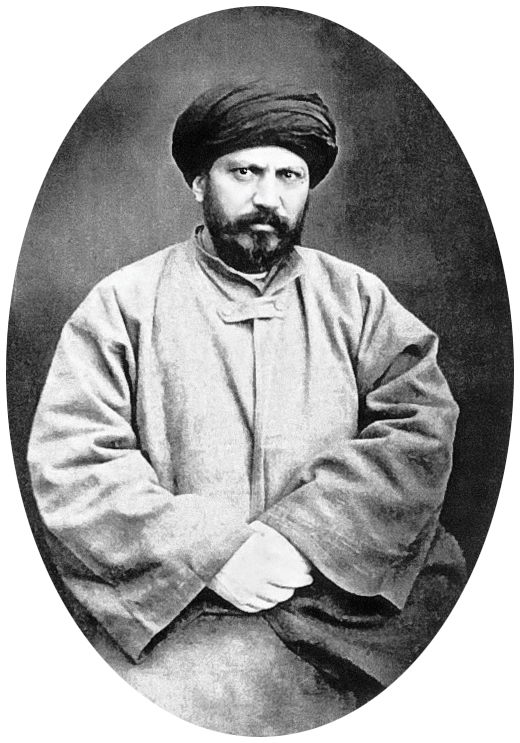
Jamal Al-Afghani (1838-1897), intelectual y religioso musulmán afgano.
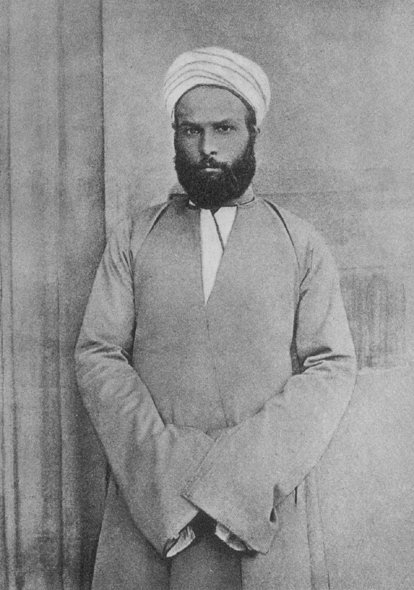
Muhammad Abduh (1849-1905), religioso reformador musulmán egipcio.
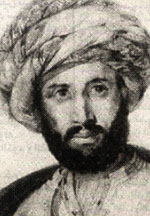
Rifah Al-Tajtawi (1801-1873), escritor y reformador musulmán egipcio.
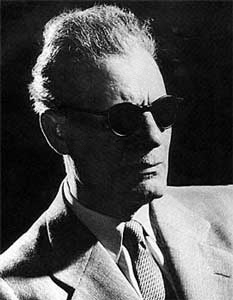
Taha Hussein (1889-1973), escritor e historiador del Islam egipcio.
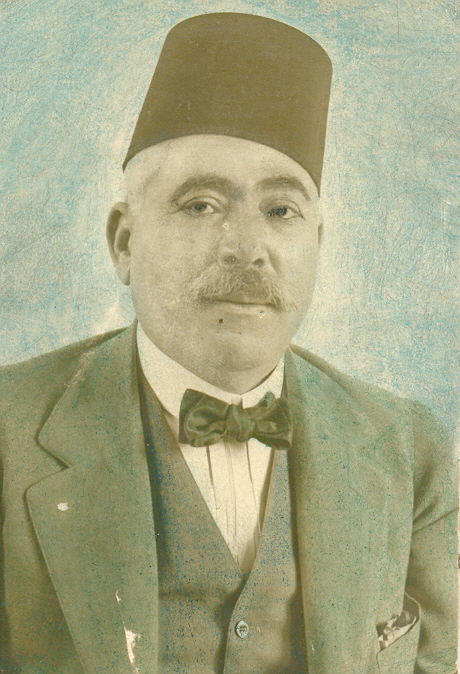
Ahmed Pasha (1867-1934), escritor y filólogo egipcio.
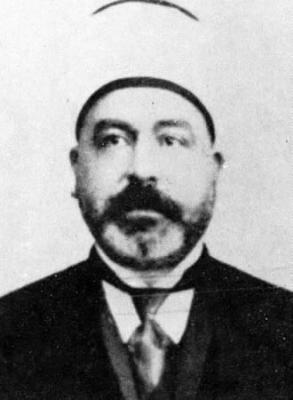
Rashid Rida (1865-1935), intelectual y reformador musulmán sirio.
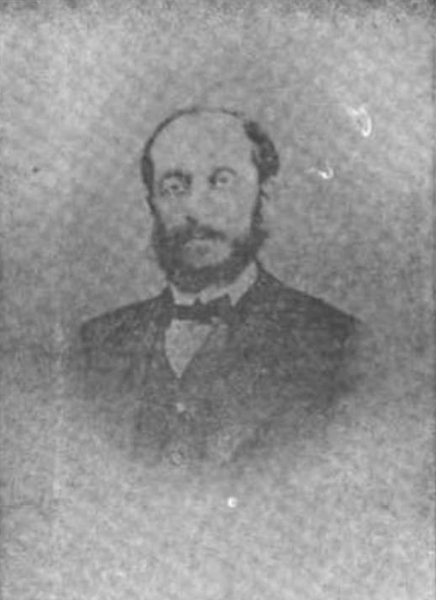
Francis Marrash (1836-1873), escritor y físico cristiano sirio.
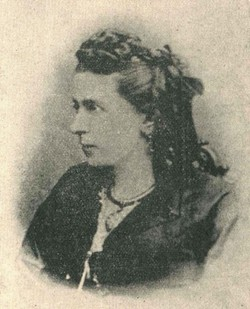
Maryana Marrash (1848-1919), poetisa y periodista cristiana siria.
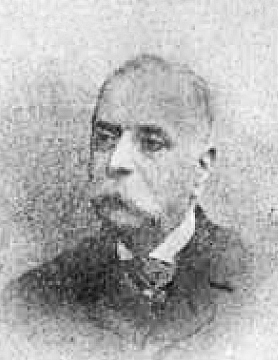
Abdallah Marrash (1839-1900), emprendedor y intelectual cristiano sirio.
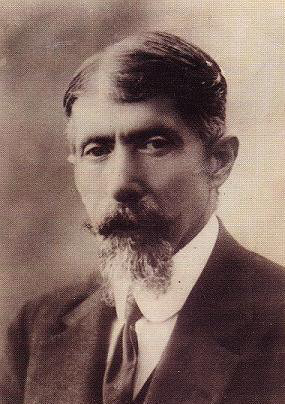
Qustaki Al-Himsi (1858-1941), escritor y poeta cristiano sirio.